# Cieśnina Irbe
Cieśnina Irbe (est. Kura kurk, łot. Irbes jūras šaurums, liw. Sūr mer) – cieśnina pomiędzy Półwyspem Kurlandzkim a estońską wyspą Sarema, otwierająca wejście do Zatoki Ryskiej. Szerokość cieśniny wynosi 27 km, a przeciętna głębokość zaledwie 10 metrów. W pobliżu łotewskiego brzegu została sztucznie pogłębiona do 23 metrów.
W Cieśninie Irbe zostały stoczone bitwy morskie w sierpniu 1915 i 9 lipca 1941.